# A Steins;Gate epizódjainak listája

A Steins;Gate néhány főszereplője az animében

Ez a lista a Steins;Gate című animesorozat epizódjainak felsorolását tartalmazza. 2010. július 25-én Sikura Csijomaru twitteren keresztül jelentette be, hogy készül a játék történetét feldolgozó anime. Az adaptációról további részletekre a Newtype és a Comptiq 2010 szeptemberi számában derült fény. A 2012. február 22-én megjelent az anime utolsó DVD lemeze is, amire egy OVA is felkerült az extrák közé. Az animeadaptációt a White Fox készítette és 2011. április 6-a és szeptember 14-e között sugározták Japánban. A rendezője Hamaszaki Hirosi és Szató Takuja volt, segítségükre volt még Hanada Dzsukki, míg a zenét Abo Takesi és Jun Murakami szerezte. A sorozat végén bejelentették az egész estés film érkezését is, amit 2013. április 20-án mutattak be a japán mozik. Az Észak-Amerikára vonatkozó forgalmazási jogokat a Funimation Entertainment vásárolta meg. A Manga Entertainment pedig bejelentette, hogy megszerzik a licencet az Egyesült Királyságra, miután az angol szinkron elkészül hozzá. A kiadás két részleteben történt, 2013. július 15-én és szeptember 30-án.

## Epizódlista
| #   | Epizód címe | Első japán sugárzás  | Első magyar sugárzás |
| --- | --- | -------------------- | -------------------- |
| 1   | A kezdet és a vég előjátéka Hadzsimari to Ovari no Purorógu (始まりと終わりのプロローグ; Hepburn: Hajimari to Owari no Purorōgu) | 2011. április 5.     | 2023. szeptember 12. |
| 2   | Időutazás-paranoia Dzsikan Csójaku no Paranoia (時間跳躍のパラノイア; Hepburn: Jikan Chōyaku no Paranoia)                        | 2011. április 12.    | 2023. szeptember 19. |
| 3   | Párhuzamos világ-paranoia Heirecu Katei no Paranoia (並列過程のパラノイア; Hepburn: Heiretsu Katei no Paranoia)                  | 2011. április 19.    | 2023. szeptember 26. |
| 4   | Találka az absztrakció körbejárásához Kúri Hókó no Randevú (空理彷徨のランデヴー; Hepburn: Kūri Hōkō no Randevū)                 | 2011. április 26.    | 2023. október 3.     |
| 5   | Találka a töltött részecskék ütköztetésére Denka Sótocu no Randevú (電荷衝突のランデヴー; Hepburn: Denka Shōtotsu no Randevū)    | 2011. május 3.       | 2023. október 10.    |
| 6   | Szerteágazó pillangóhatás Csójoku no Daibádzsenszu (蝶翼のダイバージェンス; Hepburn: Chōyoku no Daibājensu)                      | 2011. május 10.      | 2023. október 17.    |
| 7   | Szerteágazó ellentmondások Danszó no Daibádzsenszu (断層のダイバージェンス ; Hepburn: Dansō no Daibājensu)                       | 2011. május 17.      | 2023. október 24.    |
| 8   | Önszabályozó káoszelmélet - 1. rész Mugen no Homeoszutasiszu (夢幻のホメオスタシス ; Hepburn: Mugen no Homeosutashisu)           | 2011. május 24.      | 2023. november 7.    |
| 9   | Önszabályozó káoszelmélet - 2. rész Genszó no Homeoszutasiszu (幻相のホメオスタシス ; Hepburn: Gensō no Homeosutashisu)          | 2011. május 31.      | 2023. november 14.   |
| 10  | Önszabályozó káoszelmélet - 3. rész Szószei no Homeoszutasiszu (相生のホメオスタシス ; Hepburn: Sōsei no Homeosutashisu)         | 2011. június 7.      | 2023. november 21.   |
| 11  | Az eseményhorizont alapelve Dzsikú Kjókai no Doguma (時空境界のドグマ; Hepburn: Jikū Kyōkai no Doguma)                           | 2011. június 14.     | 2023. november 28.   |
| 12  | Alapelv az ergoszférában Szeisi Genkai no Doguma (静止限界のドグマ; Hepburn: Seishi Genkai no Doguma)                            | 2011. június 21.     | 2023. december 5.    |
| 13  | Metaphysics Necrosis Keidzsidzsó no Nekurósiszu (形而上のネクローシス; Hepburn: Keijijō no Nekurōshisu)                          | 2011. június 28.     |                      |
| 14  | Physically Necrosis Keidzsika no Nekurósiszu (形而下のネクローシス; Hepburn: Keijika no Nekurōshisu)                             | 2011. július 5.      |                      |
| 15  | Missing Link Necrosis Bókandzsó no Nekurósiszu (亡環上のネクローシス; Hepburn: Bōkanjō no Nekurōshisu)                           | 2011. július 12.     |                      |
| 16  | Sacrificial Necrosis Fukagjaku no Nekurósiszu (不可逆のネクローシス; Hepburn: Fukagyaku no Nekurōshisu)                          | 2011. július 19.     |                      |
| 17  | Made in Complex Kjozó Vaikjoku no Konpurekkuszu (虚像歪曲のコンプレックス; Hepburn: Kyozō Waikyoku no Konpurekkusu)              | 2011. július 26.     |                      |
| 18  | Fractal Androgynous Dzsiko Szódzsi no Andorogjunoszu (自己相似のアンドロギュノス; Hepburn: Jiko Sōji no Andorogyunosu)           | 2011. augusztus 2.   |                      |
| 19  | Endless Apoptosis Mugen Rensza no Apotósiszu (無限連鎖のアポトーシス; Hepburn: Mugen Rensa no Apotōshisu)                        | 2011. augusztus 9.   |                      |
| 20  | Finalize Apoptosis Ensza Danzecu no Apotósiszu (怨嗟断絶のアポトーシス; Hepburn: Ensa Danzetsu no Apotōshisu)                    | 2011. augusztus 16.  |                      |
| 21  | Paradox Meltdown Ingaricu no Meruto (因果律のメルト; Hepburn: Ingaritsu no Meruto)                                               | 2011. augusztus 23.  |                      |
| 22  | Being Meltdown Szonzai Rjókai no Meruto (存在了解のメルト; Hepburn: Sonzai Ryōkai no Meruto)                                     | 2011. augusztus 30.  |                      |
| 23  | Open The Steins Gate Kjókaimendzsó no Sutainzu Géto (境界面上のシュタインズゲート; Hepburn: Kyōkaimenjō no Shutainzu Gēto)       | 2011. szeptember 6.  |                      |
| 24  | Achievement Point Ovari to Hadzsimari no Purorógu (終わりと始まりのプロローグ; Hepburn: Owari to Hajimari no Purorōgu)           | 2011. szeptember 13. |                      |
| OVA | Egoistic Poriomania Ókó Bakko no Poriomania (横行跋扈のポリオマニア; Hepburn: Ōkō Bakko no Poriomania)                           | 2012. február 22.    |                      |

## Dalok
Az anime nyitódala a Hacking to the Gate, melyet Itó Kanako énekel, az epizódok végén hallható Tokicukaszadoru dzsúni no meijaku (刻司ル十二ノ盟約) című számot pedig Szakakibara Jui (FES) énekli. 2011. július 27-én megjelent a STEINS; GATE Vol.2 [Limited Edition] [Blu-ray] kiadás, melyhez az anime zenei anyagát is mellékelték.
Nyitódal
Hacking to the Gate – előadó: Itó Kanako
Záródal
Tokicukaszadoru dzsúni no meijaku (刻司ル十二ノ盟約; Hepburn: Tokitsukasadoru Jūni no Meiyaku) – előadó: Szakakibara Jui (epizódok: 1 – 21)
Fake Verthandi (epizód: 22)
Szukaikuraddo no kanszokusa (スカイクラッドの観測者; Hepburn: Sukaikuraddo no Kansokusha) – előadó: Itó Kanako (epizód: 23)
Another Heaven – előadó: Itó Kanako (epizód: 24)
Betétdal
Vatasi ☆LOVE na☆ otome! (ワタシ☆LOVEな☆オトメ!; Hepburn: Watashi ☆LOVE na☆ Otome!) – előadó: Afilia Saga East (epizódok: 2, 9)
My White Ribbon – előadó: Afilia Saga East (epizód: 9)